# Fikret Ören
Fikret Ören (* 10. April 1969) ist ein ehemaliger türkischer Skilangläufer. 

## Werdegang
Ören trat international erstmals bei den Olympischen Winterspielen 1988 in Calgary in Erscheinung. Dort  belegte er den 81. Platz über 30 km klassisch und den 78. Rang über 15 km klassisch. Bei den Olympischen Winterspielen 1992 in Albertville errang er den 96. Platz über 10 km klassisch und den 83. Platz in der Verfolgung. Im folgenden Jahr nahm er bei den nordischen Skiweltmeisterschaften in Falun an vier Rennen teil. Seine beste Platzierung dabei war der 67. Platz über 50 km Freistil. Letztmals international startete er bei den nordischen Skiweltmeisterschaften 2001 in Lahti. Dort lief er auf den 88. Platz in der Doppelverfolgung und auf den 61. Rang im Sprint. Sein Vater Yaşar Ören nahm im Skilanglauf an den Olympischen Winterspielen 1968 in Grenoble teil.

## Teilnahmen an Weltmeisterschaften und Olympischen Winterspielen

### Olympische Spiele
- 1988 Calgary: 78. Platz 15 km klassisch, 81. Platz 30 km klassisch
- 1992 Albertville: 83. Platz 15 km Verfolgung, 96. Platz 10 km klassisch

### Nordische Skiweltmeisterschaften
- 1993 Falun: 67. Platz 50 km Freistil, 89. Platz 30 km klassisch, 95. Platz 15 km Verfolgung, 108. Platz 10 km klassisch
- 2001 Lahti: 61. Platz Sprint Freistil, 88. Platz 20 km Doppelverfolgung